# Будзюцу
Будзюцу (яп. 武術, budjutsu, дослівно — «військове мистецтво») — традиційний японський термін, що позначає сукупність бойових мистецтв, які формувалися і розвивалися в Японії до початку епохи Мейдзі (1868). На відміну від будо (яп. 武道) — «шлях воїна», який акцентує духовну і філософську складову, будзюцу орієнтоване на прикладні, практичні аспекти ведення бою та виживання в умовах війни.

## Історія та розвиток
Будзюцу виникло в середньовічній Японії як система військової підготовки самураїв. Основою стали практичні навички бою — володіння мечем (кендзюцу), списом (соґіцу), луком (кюджюцу), рукопашним боєм (тайджюцу) та іншими видами озброєння. Ці мистецтва передавалися у вигляді традиційних шкіл (рюха), багато з яких збереглися до сьогодні.
Після періоду Едо (1603—1868), коли в Японії панував мир, практична потреба в бойових навичках зменшилася, що сприяло трансформації бойових мистецтв у філософсько-духовну практику, відому як будо.

## Основні школи
До класичних шкіл будзюцу належать:
- Каторі Сінто-рю — одна з найдавніших шкіл, заснована у XV столітті.
- Кашіма Шінрю — знаменита школа бойового меча.
- Ягю Сінган-рю — спеціалізується на техніках ближнього бою.
- Хотіку-рю — школа стрільби з лука.

## Відмінність між будзюцу та будо
| Критерій        | Будзюцу                     | Будо                        |
| --------------- | --------------------------- | --------------------------- |
| Орієнтація      | Практична, прикладна        | Духовна, філософська        |
| Період розвитку | До епохи Мейдзі             | Після епохи Мейдзі          |
| Мета            | Виживання, перемога в бою   | Самовдосконалення, гармонія |
| Приклади        | Кендзюцу, іайдзюцу, кюджюцу | Кендо, іайдо, кюдо          |

## Сучасне значення
Сьогодні термін будзюцу вживається переважно для позначення корю — стародавніх шкіл бойових мистецтв Японії. Їхнє вивчення передбачає засвоєння історичних технік бою, тактики та методів, що передавалися поколіннями. Деякі школи є членами Ніхон Кобудо Кьокай — офіційної асоціації традиційних бойових мистецтв Японії.